# Брокер
Брóкер (англ. broker — комісіонер) — посередник при укладанні угод між продавцем і покупцем, страхувальником і страховиком, судновласником і фрахтувальником.
Брокерські компанії — це брокерські фірми, контори, представництва, асоціації, які створені для спільного надання посередницьких послуг при проведенні торгових, біржових операцій. Завдання брокерських компаній:
- зводити разом покупців і продавців;
- діяти як агенти продавця і покупця;
- здійснювати операції купівлі-продажу;
- отримувати за свої послуги плату — комісійну або брокерську винагороду.

Величина брокерської комісії звичайно пропорційна сумі угоди і регламентується біржовим комітетом (радою).